# Раздоры (Смоленская область)
Раздоры — деревня в Угранском районе Смоленской области России. Входит в состав Русановского сельского поселения.
Население — 0 жителей (2007 год).
Расположена в юго-восточной части области в 6 км к западу от Угры, в 6 км северо-западнее автодороги Знаменка — Спас-Деменск, на берегу реки Дыменка. В 6 км восточнее от деревни находится железнодорожная станция Угра на линии Торжок — Брянск.

## История
В годы Великой Отечественной войны деревня была оккупирована гитлеровскими войсками в октябре 1941 года, освобождена в марте 1943 года.